# Carol Zhao
Carol Zhao (ur. 20 czerwca 1995 w Pekinie) – kanadyjska tenisistka, mistrzyni juniorskiego Australian Open z roku 2013 w grze podwójnej dziewcząt.

## Kariera tenisowa
We wrześniu 2010 roku otrzymała dziką kartę do udziału w kwalifikacjach turnieju w Québecu, zaliczanego do cyklu WTA Tour. W pierwszej rundzie trafiła na Kathrin Wörle i po przegraniu 4:6, 3:6 odpadła z kwalifikacji. W latach 2011–2012 grała głównie w turniejach rangi ITF, a jej największe osiągnięcia z tego okresu to dwa ćwierćfinały w grze podwójnej.
W styczniu 2013 roku, w parze z Chorwatką Aną Konjuh wygrała wielkoszlemowy turniej juniorski Australian Open, pokonując w finale duet Ołeksandra Koraszwili–Barbora Krejčíková.

## Wygrane turnieje rangi ITF
| turnieje z pulą nagród 100 000 $ |
| turnieje z pulą nagród 80 000 $  |
| turnieje z pulą nagród 60 000 $  |
| turnieje z pulą nagród 25 000 $  |
| turnieje z pulą nagród 15 000 $  |
| turnieje z pulą nagród 10 000 $  |

### Gra pojedyncza
|    | Data       | Turniej    | ($)     | Naw.     | Finalistka       | Wynik         |
| 1. | 03/09/2017 | Nanao      | 25 000  | dywanowa | Junri Namigata   | 6:3, 6:2      |
| 2. | 12/11/2017 | Shenzhen   | 100 000 | twarda   | Liu Fangzhou     | 7:5, 6:2      |
| 3. | 12/06/2022 | Inczon     | 25 000  | twarda   | Mayuka Aikawa    | 6:4, 6:1      |
| 4. | 03/07/2022 | Charleston | 100 000 | ziemna   | Himeno Sakatsume | 3:6, 6:4, 6:4 |

## Finały juniorskich turniejów wielkoszlemowych

### Gra podwójna (1)
| Końcowy wynik | Rok  | Turniej         | Nawierzchnia | Partnerka  | Przeciwniczki                            | Wynik finału   |
| Zwyciężczyni  | 2013 | Australian Open | Twarda       | Ana Konjuh | Ołeksandra Koraszwili Barbora Krejčíková | 5:7, 6:4, 10–7 |